# سعود العصيمي
سعود محمد مطلق عبد الرحمن العصيمي (1918 - 2013 ) - وزير الدولة للشؤون الخارجية الكويتي السابق مُنذ عام 1985 حتى 1988.

## السيرة الشخصية
ولد بالكويت في مدينة الكويت عام 1918، شغل منصب وزير الدولة للشؤون الخارجية عام (1985) بعد استقالة وزير العدل والشؤون الإدارية والقانونية سلمان الدعيج الصباح في الحكومة الحكومة الكويتية الثالثة عشر في تاريخ دولة الكويت منذ الاستقلال عام 1961، تعلم في سنوات دراسته الأولى قواعد اللغة العربية والقرآن الكريم ومبادئ الحساب، ثم امتهن التجارة صغيراً، حيث اتخذ أول دكان لبيع الأطعمة والمواد الغذائية في سوق الزل بالمنطقة التجارية القديمة، وكان يتعامل مع تجار عراقيين يرسلون إليه بضاعتهم ليقوم بتصريفها في الكويت، ثم عين مسؤولاً عن التموين في المرقاب أثناء الحرب العالمية الثانية، كما عين عضواً في مجلس الإنشاء، وساهم في توزيع بيوت الحكومة التي وزعت في كيفان والشامية والفيحاء، وفي عام 1961 سكن منطقة الفيحاء في العاصمة الكويتية وعين مختاراً مؤقتاً لمدة سنة واحدة، وهو والد الوزير والسفير السابق سعود العصيمي، والنائب السابق بمجلس الأمة مشاري العصيمي.